# 2. hokejová liga SR 2004/2005
Sezóna 2004/2005 byla 12. ročníkem 2. slovenské hokejové ligy. Vítězem se stal tým HKm Humenné, který úspěšně postoupil do baráže o 1. hokejovou ligu, ve které neuspěl. Z 1. ligy tudíž nikdo nesestoupil.

## Systém soutěže
Soutěž byla rozdělena do dvou skupin (západ a východ). Celkem se jich zúčastnilo 16 týmů, ve skupině západ a východ bylo po osmi družstev. Ve všech skupinách se hrálo 1x venku a doma. Bodový systém byl stejný z předešlé sezony, za výhru se získalo dva body, za remízu jeden bod a za prohru nezískal klub žádný bod. Nejlepší družstvo ze skupiny západ a východ postoupili do finálové části o postup. Vítězný tým postoupil do baráže o 1. ligu. Ze soutěže se nesestupovalo.

## Základní část

### Skupina západ
|  | Postupující o postup |

| Poř. | Tým                           | Z  | B  | V  | R | P  | Skóre  | +/– |
| ---- | ----------------------------- | -- | -- | -- | - | -- | ------ | --- |
| 1.   | HK Lokomotíva Nové Zámky      | 14 | 27 | 13 | 1 | 0  | 102:24 | +78 |
| 2.   | HK MŠK Indian Žiar nad Hronom | 14 | 21 | 10 | 1 | 3  | 67:37  | +30 |
| 3.   | HC Zlaté Moravce              | 14 | 19 | 9  | 1 | 4  | 74:57  | +17 |
| 4.   | HK 96 Nitra                   | 14 | 17 | 8  | 1 | 5  | 73:59  | +14 |
| 5.   | HK TJ Iskra Partizánske       | 14 | 8  | 4  | 0 | 10 | 44:88  | –44 |
| 6.   | HK Levice                     | 14 | 7  | 3  | 1 | 10 | 70:95  | –25 |
| 7.   | MŠHK Prievidza "B"            | 14 | 7  | 3  | 1 | 10 | 46:80  | –34 |
| 8.   | MHK Šaľa                      | 14 | 6  | 3  | 0 | 11 | 54:90  | –36 |

### Skupina východ
|  | Postupující o postup |

| Poř. | Tým                 | Z  | B  | V  | R | P  | Skóre | +/– |
| ---- | ------------------- | -- | -- | -- | - | -- | ----- | --- |
| 1.   | HKm Humenné         | 14 | 28 | 14 | 0 | 0  | 92:23 | +69 |
| 2.   | HC 46 Bardejov      | 14 | 21 | 10 | 1 | 3  | 88:38 | +50 |
| 3.   | HK Brezno           | 14 | 19 | 9  | 1 | 4  | 66:49 | +17 |
| 4.   | MHK Ružomberok      | 14 | 15 | 7  | 1 | 6  | 47:47 | 0   |
| 5.   | HC Lučenec          | 14 | 10 | 5  | 0 | 9  | 44:68 | –24 |
| 6.   | MHK Kežmarok        | 14 | 10 | 4  | 2 | 8  | 47:76 | –29 |
| 7.   | HK Dukla Michalovce | 14 | 9  | 4  | 1 | 9  | 49:59 | –10 |
| 8.   | HKm Detva           | 14 | 0  | 0  | 0 | 14 | 25:98 | –73 |

## O postup
- HK Lokomotíva Nové Zámky - HKm Humenné 0:2 (3:4sn a 2:5)